# Най-великото шоу на света
„Най-великото шоу на света“ (на английски: The Greatest Show on Earth) e американски драматичен филм от 1952 г.
Той е продуциран и режисиран от Сесил Демил, в Техниколор с разпространител Paramount Pictures. Действието се развива в цирк, с филмови звезди като Бети Хътън и Корнел Уайлд като акробати на трапец, които се състезават за централния ринг, а Чарлтън Хестън като мениджър на цирк, който провежда шоуто. Джеймс Стюарт играе ролята на мистериозен клоун, който никога не отстранява грима си, дори между шоута, докато Дороти Ламур и Глория Граеъм играят и поддържащи роли.
В допълнение към филмовите актьори във филма се появява истинска циркова трупа, която включва 1400 души, стотици животни и 60 каруци с оборудване и палатки. Актьорите научават съответните циркови роли и участват в представленията.
Филмът печели 2 награди „Оскар“ за най-добър филм и за най-добър литературен източник; номиниран е за най-добър костюм, най-добър режисьор и най-добър монтаж. Освен това печели „Златен глобус“ за най-добра кинематография, най-добър режисьор и най-добър филм - драма.